# 味噌

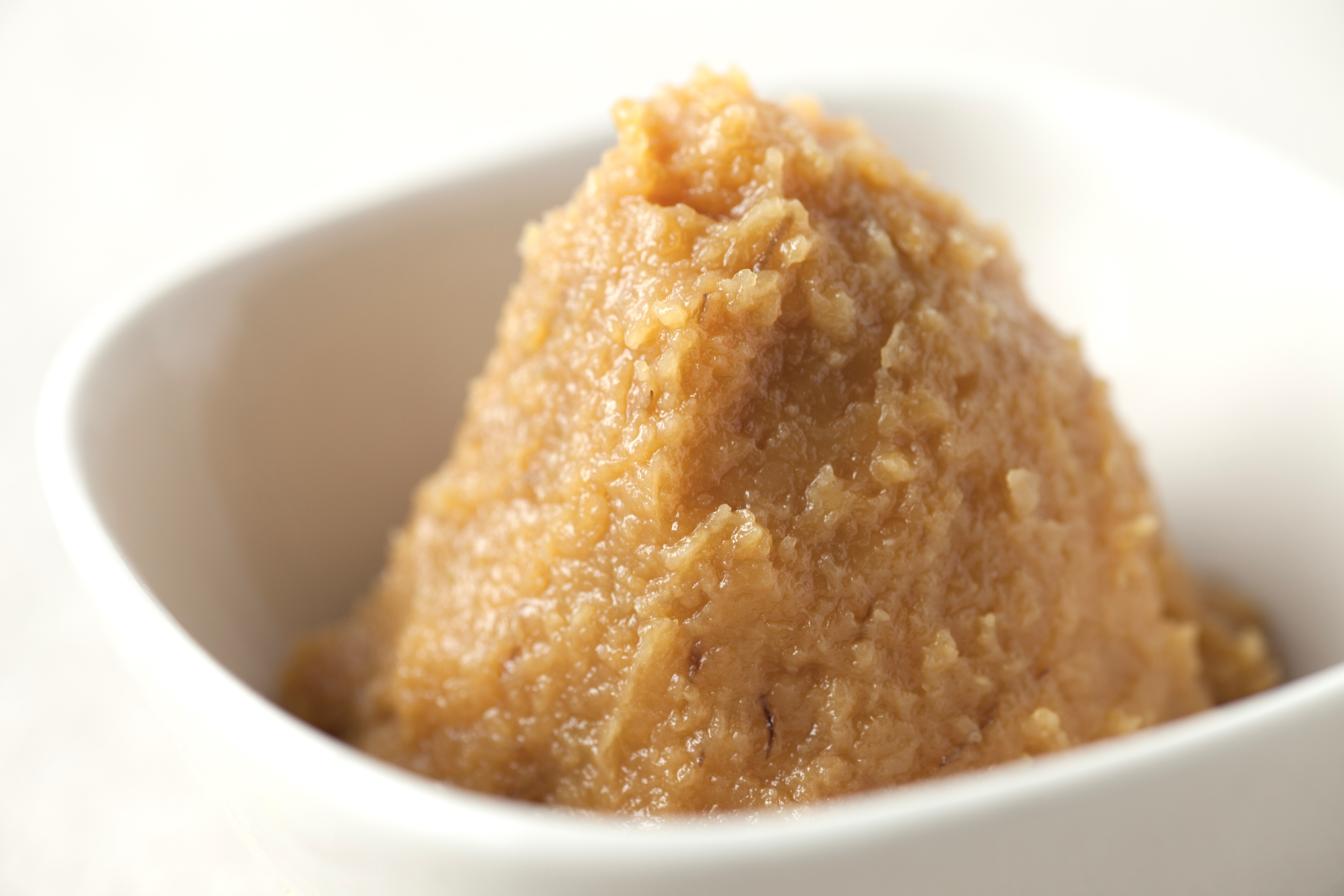
味噌

味噌（日语：／ miso *）為一種濃稠的、帶有強烈鹹味的醬，最常見於日本料理，亦是受日本國家推廣的一種健康食品，韓國料理中也會出現。與中國傳統黃豆醬味道相似。
日本長野縣松本市是釀造味噌歷史最久的地方，出產的「信州味噌」非常知名。其他著名的味噌產地還包括宮城縣仙台市、京都、愛知縣岡崎市，以及九州等地。

## 歷史
日本味噌的起源由兩個說法：
1. 是從日本繩文時代起就有的製鹽行為所衍生出的利用鹽來醃製食品，在繩文時期末尾過渡到彌生時期的遺跡中，發現到有鹽藏穀物的形跡，接下來的古墳時代發展出麹發酵的技術而成型。
2. 是奈良時代經過中國而來的醬，日本人將其轉化為本土的口味，是為味噌。在日本的文獻中開始出現「未醬」、「末醬」的記載，其意思為「尚未形成醬、還殘留有豆粒的醬」，隨著時代演變，名稱也從末醬、味醬、味曾，到最後演變為味噌。

## 料理方式
無論在日本還是在韓國，味噌都是各種炒食、烤食、鍋類食物和湯的主要味道來源之一。味噌的种类比较多，主要是原料的成分和比例的不同。
用作制造味噌的原料有豆、米、麦等。其制作方法是将这些原料蒸熟後，再透过霉菌、酵母菌發酵而制成，是發酵豆醬的日本文化。傳統制法是把大豆煮熟攪捽搓揉後，加入岩鹽調味，搓勻後放入米麴或麥麴，最後放入木桶內封存發酵，兩年後味噌成熟，除去表面一層發霉的麵豉後便可得到又香又濃的味噌。有麴的味噌製作時須維持低溫，納豆的發酵則需要較高的溫度。
日本和台灣的家庭也非常喜歡用味噌兌水製成味噌湯，有些地方拿來煮關東煮，也可使用做為烤肉沾醬。

## 外部連結
- 日本味噌推廣局 （页面存档备份，存于）